# برتین تومو
برتین تومو (انگلیسی: Bertin Tomou؛ زادهٔ ۸ اوت ۱۹۷۸) بازیکن سابق و مربی فوتبال اهل کامرون بود.
از باشگاه‌هایی که در آن بازی کرده است می‌توان به باشگاه فوتبال پوهانگ استیلرز، باشگاه فوتبال وسترلو، باشگاه فوتبال استاد برستوا ۲۹، باشگاه فوتبال گوانگژو، باشگاه فوتبال ژجیانگ، باشگاه ورزشی وارخم، و باشگاه فوتبال شنژن اشاره کرد.
وی همچنین در تیم ملی فوتبال کامرون بازی کرده است.